# Schiller-Schule Bochum
Die Schiller-Schule in Bochum ist ein Gymnasium mit etwa 1.000 Schülern und rund 100 Lehrkräften. 
Das Gymnasium liegt an der Königsallee in der Nähe der Innenstadt. Fußläufig entfernt befinden sich das Graf-Engelbert-Gymnasium und das Neue Gymnasium. Die Anbindung an den ÖPNV erfolgt durch die Haltestelle Rechener-Park.
2019 belegte die Schiller-Schule den 2. Platz des Deutschen Schulpreises.

## Geschichte
Die Schule wurde 1919 als „Lyzeum II“ eröffnet. 1920 wurde die „Studienanstalt für Mädchen“ angegliedert. Das mittlerweile denkmalgeschützte Gebäude wurde am 18. November 1929 in Betrieb genommen. Seit 1937 ist Friedrich Schiller (1759–1805) Namenspatron der Schule. Gründungsdirektor und Schulleiter von 1919 bis 1937 war Werner Gebhardt. Sein reformpädagogisches Erziehungskonzept widersprach der Pädagogik der Nationalsozialisten. Im Juni 1937 vertrieben die Nationalsozialisten Gebhardt aus seinem Amt und aus Bochum.  
1942 wurde das Gebäude zur Gauleitung Westfalen-Süd der NSDAP umfunktioniert, die von der Wilhelmstraße aus der durch Bomben gefährdeten Innenstadt umzog. Um die Unterbringung der Schülerinnen gab es größere Gerüchte, welche auf einem Treffen am 6. Mai 1942 in der Aula der Schule im, die Oberbürgermeister Piclum und Gauleiter Giesler zu zerstreuen versuchten. Der Schulunterricht wurde in die Bismarckschule an der Königsallee 79 verlegt. Giesler versprach den Bau einer Waldschule im anliegenden Rechener Busch. Dafür hätten aber große Teile des Busches abgeholzt werden müssen. Dies fand nicht mehr statt, aber die dortigen Tennisplätze wurde demontiert. Die Schülerinnen wurden im 6. Schulkindertransport am 30. Juni 1943 aus Bochum verlegt. Von 1945 bis 1952 diente die Schule als Verwaltung der Firma Aral.
Nach zehn Jahren Unterbrechung begann 1952 der Schulbetrieb wieder. 1953 entstand eine kleine Sternwarte. Der Verein der Freunde und Förderer der Schiller-Schule zu Bochum e. V. gründete sich 1960. Im Jahr 2003 wurde ein gläserner Anbau mit sechs Klassenräumen und einem Schülercafe eingeweiht. 
Zu den Schulpartnerschaften zählen die Tapton School in Sheffield und eine weitere Schule in Lucca. Ausländische Gastschüler verbringen in der Regel ein halbes oder ganzes Schuljahr an der Schiller-Schule. Zu den Projekten zählen drei Chöre (zwei Schulchöre und ein Kammerchor, der ChorConcret), mehrere Theatergruppen sowie Musical-Projekte, ein Schulorchester, eine Klezmergruppe, Mediatorenausbildung und das sogenannte „Kulturcafé“, welches mehrmals im Jahr kulturelle Veranstaltungen zu verschiedenen Themen organisiert.
Regional bekannt ist das Löwendenkmal Bochum, 1928 zum Gedenken des Krieges vom Kriegerverein neben der Schule an der Königsallee errichtet und in neuerer Zeit häufig durch Überschüttungen mit Farbe und durch Schmierereien beschädigt.

## Angebote
Das Abitur wird nach dem 12. Schuljahr erworben. Ab dem Schuljahr 2019/20 hinzukommende Schüler legen das Abitur nach 13 Jahren ab. Im 6. Schuljahr wird mit Französisch oder Latein eine zweite Sprache belegt. Außerdem kann Spanisch als 3. Fremdsprache ab der 8. Klasse gewählt werden. Des Weiteren gibt es in dem 8. Schuljahr neben Spanisch auch andere Kurse, die man wählen kann (Kunst/Politik, Musik/Literatur, PIT, Politik/Wirtschaft).

## Auszeichnung
Die Schiller-Schule Bochum wurde von der Robert Bosch Stiftung mit einem zweiten Platz beim deutschen Schulpreis 2019 ausgezeichnet, der mit 25.000 Euro dotiert ist.